# Vevay
Vevay es un pueblo ubicado en el condado de Switzerland en el estado estadounidense de Indiana. En el Censo de 2010 tenía una población de 1683 habitantes y una densidad poblacional de 419,77 personas por km².

## Geografía
Vevay se encuentra ubicado en las coordenadas 38°44′26″N 85°4′56″O / 38.74056, -85.08222. Según la Oficina del Censo de los Estados Unidos, Vevay tiene una superficie total de 4.01 km², de la cual 3.76 km² corresponden a tierra firme y (6.27%) 0.25 km² es agua.

## Demografía
Según el censo de 2010, había 1683 personas residiendo en Vevay. La densidad de población era de 419,77 hab./km². De los 1683 habitantes, Vevay estaba compuesto por el 97.09% blancos, el 0.48% eran afroamericanos, el 0% eran amerindios, el 0.53% eran asiáticos, el 0% eran isleños del Pacífico, el 0.65% eran de otras razas y el 1.25% pertenecían a dos o más razas. Del total de la población el 1.07% eran hispanos o latinos de cualquier raza.